# Pyrenopeziza petiolaris
Pyrenopeziza petiolaris är en svampart som beskrevs av Massee 1895. Enligt Catalogue of Life ingår Pyrenopeziza petiolaris i släktet Pyrenopeziza, ordningen disksvampar, klassen Leotiomycetes, divisionen sporsäcksvampar och riket svampar, men enligt Dyntaxa är tillhörigheten istället släktet Pyrenopeziza, familjen Dermateaceae, ordningen disksvampar, klassen Leotiomycetes, divisionen sporsäcksvampar och riket svampar. Arten är reproducerande i Sverige. Inga underarter finns listade i Catalogue of Life.